# Burning Luv
"Burning Luv" é uma canção da cantora e compositora brasileira Patricia Marx para seu nono álbum de estúdio Patricia Marx Nu Soul, lançado em 2002 na Europa pela Trama. Este, é o primeiro single de seu segundo trabalho internacional, voltado totalmente a soul music e jazz contemporâneo. Este é um ritmo bastante comum em Londres, que Patricia Marx adotou, e começou a se destacar não só na Europa, mas no Brasil também, que após um ano de lançamento do álbum no continente europeu, ele chegou ao Brasil com algumas faixas inéditas, entre elas "Dias de Sol", que se tornou uma das canções mais pedidas em diversas rádios do Brasil no ano de 2005.. A canção foi composta pela própria Patricia em parceria com sua banda na época, composta pelo baixista Robinho Tavares, o pianista Marcelo Maita, João Marcello Bôscoli na bateria. A letra em inglês foi composta pelo cantor e compositor Jair Oliveira e a data de lançamento foi em 2004.

## Antecedentes
Em 1998, Patricia Marx lançava seu último trabalho em estúdio Charme do Mundo, com regravações de clássicos brasileiros, com uma pegada mais eletrônica. Este foi seu último álbum a gravadora de Nelson Motta, a LUX Music; Foi graças a Nelson Motta, que Patricia Marx pôde se libertar totalmente daquela imagem da "pequena menina", e adotar um repertório e um visual completamente diferente do que todos os brasileiros estavam acostumados a ver. Após o término de seu contrato com a gravadora, a Universal Music selecionou 20 canções de Patrícia que marcaram uma década inteira, e foi ai então que a gravadora lançou a coletânea Millennium, que trouxe ainda duas gravações ao vivo de Patricia, sendo elas "Samba de Verão" com Marcos Valle, e "Sabiá", com participação de Nando Cordel. Patricia decidiu então 'dar um tempo' aos trabalhos para poder cuidar de sua vida pessoal. Neste período, Patrícia casou-se com seu atual marido, o produtor, compositor e instrumentista Bruno E., converteu-se ao Budismo, e mudou totalmente sua alimentação, tornando-se vegetariana; Patrícia também foi mãe, e ganhou seu filho Arthur. Depois de quase 5 anos afastada dos holofotes, a cantora aos poucos começa a reaparecer na mídia; O tempo parado foi o suficiente para Patrícia compor várias canções para seu futuro oitavo álbum de estúdio Respirar, que foi lançado em 2002 pela gravadora Trama. Com um repertório totalmente sofisticado e com grandes influências da batida soul mixada com música eletrônica, Patrícia chamou atenção dos Ingleses; A cantora ficou por pouco tempo no Brasil para a divulgação de seu álbum Respirar, e mudou-se para Londres para divulga-lo também por lá, onde foi muito bem recebido pelo público inglês. Vendo a grande repercussão que seu álbum 'Respirar' causou no país, a cantora decidiu então gravar mais um álbum seguindo o mesmo estilo de Respirar, só que com letras em inglês, o que acabou resultando no seu álbum Patricia Marx Nu Soul, que vendeu mais de 30 mil cópias em todo o continente Europeu, e fez com que Patricia Marx e sua equipe viajasse pelo continente fazendo três tournes em um ano, para divulgação do álbum, que até os dias de hoje, é apreciado pelos músicos europeus.

## Detalhes da Faixa
Até hoje, nem os fã-clubes oficiais da cantora tem informações se o single foi comercializado separadamente do álbum, apenas para promovê-lo. A canção tem sua versão normal para download no iTunes, com a capa do álbum.
| Edição padrão  |                |                                  |         |  |
| N.º            | Título         | Compositor(es)                   | Duração |  |
| 1.             | "Burning Luv"  | letra em inglês de Jair Oliveira | 02:58   |  |
| Duração total: | Duração total: | Duração total:                   | 02:58   |  |

## Videoclipe
O videoclipe mostra os bastidores da gravação da canção e também sua tourné pela Europa em sua estadia por lá. Foi disponibilizado para o público na internet no dia 15 de janeiro de 2007, na página da gravadora Trama no UOL Mais.